# Haitis riksvapen
På Haitis riksvapen ser man ett palmträd, en frygisk mössa, eldvapen och ankare, en frihetssymbol, och valspråket lyder: "Enighet ger styrka".